# آباچا (غذا)
آباچا (انگلیسی: Abacha) که به نام سالاد آفریقایی هم معروف است گونه ای خوراکی است که خاستگاه آن به مردم ایگبو در بخش جنوب شرقی کشور نیجریه بازمی‌گردد. آباچا بر اساس ریشه یا همان غده مانیوک تهیه می‌شود.

## ارزش غذایی
مانیوک، ماده اصلی برای تهیه آباچا است و هر ۱۰۰ گرم از این غده به صورت خام و نپخته دارای ۳۸٫۱ گرم کربوهیدرات است. هر وعده غذایی متوسط از آباچا، دارای ۳۷۳ کالری است.